# Palazzo Fregoso (Garda)
Palazzo Fregoso è un edificio del centro storico di Garda, in provincia di Verona.
Edificato nel XV secolo sopra la porta settentrionale di San Giovanni, appartenne al diplomatico e generale Cesare Fregoso, esule genovese al servizio della Serenissima e figlio del doge di Genova Giano Fregoso, che qui si trasferì assieme al suo segretario Matteo Bandello nella prima metà del XVI secolo.